# 親指角
親指角（英語：Oyayubi Point），是南極洲的海岬，位於毛德皇后地的哈拉爾王子海岸，處於親指島南端，根據日本探險隊的測量和拍攝的空中照片繪入地圖，現時由南極條約體系管理。

## 外部連結
- 本条目引用的公有领域材料来自美国地质调查局的文档 《親指角》 （資料來自地名信息系统）。

69°15′S 39°39′E / 69.250°S 39.650°E